# Daniel av Moskvas kapell
Daniel av Moskvas kapell (ryska: Часовня Даниила Московского; translitteration: Chasovnja Daniila Moskovskogo) eller Den Helige välsignade prins Daniel av Moskvas kapell (Часовня Святого благоверного князя Даниила Московского/Chasovnja Svjatogo blagovernogo knjazja Daniila Moskovskogo) är ett rysk-ortodoxt kapell beläget vid Serpukhovskaja Zastava-torget i Rysslands huvudstad, Moskva.
Kapellet är helgat åt prins Daniel av Moskva och tillhör det rysk-ortodoxa stiftet Moskvas stift.

## Historik
Från 1700-talet till oktoberrevolutionen i Ryssland år 1917 fanns det tidigare ett annat kapell med samma namn. Kapellet blev dock förstörd under revolutionen.
Det nuvarande kapellet ritades av arkitekterna Yu.G. Antonova och D.G. Sokolova. Det återuppbyggdes 1998 och invigdes den 17 mars samma år av rysk-ortodoxa kyrkans dåvarande patriark Aleksij II.

## Bilder

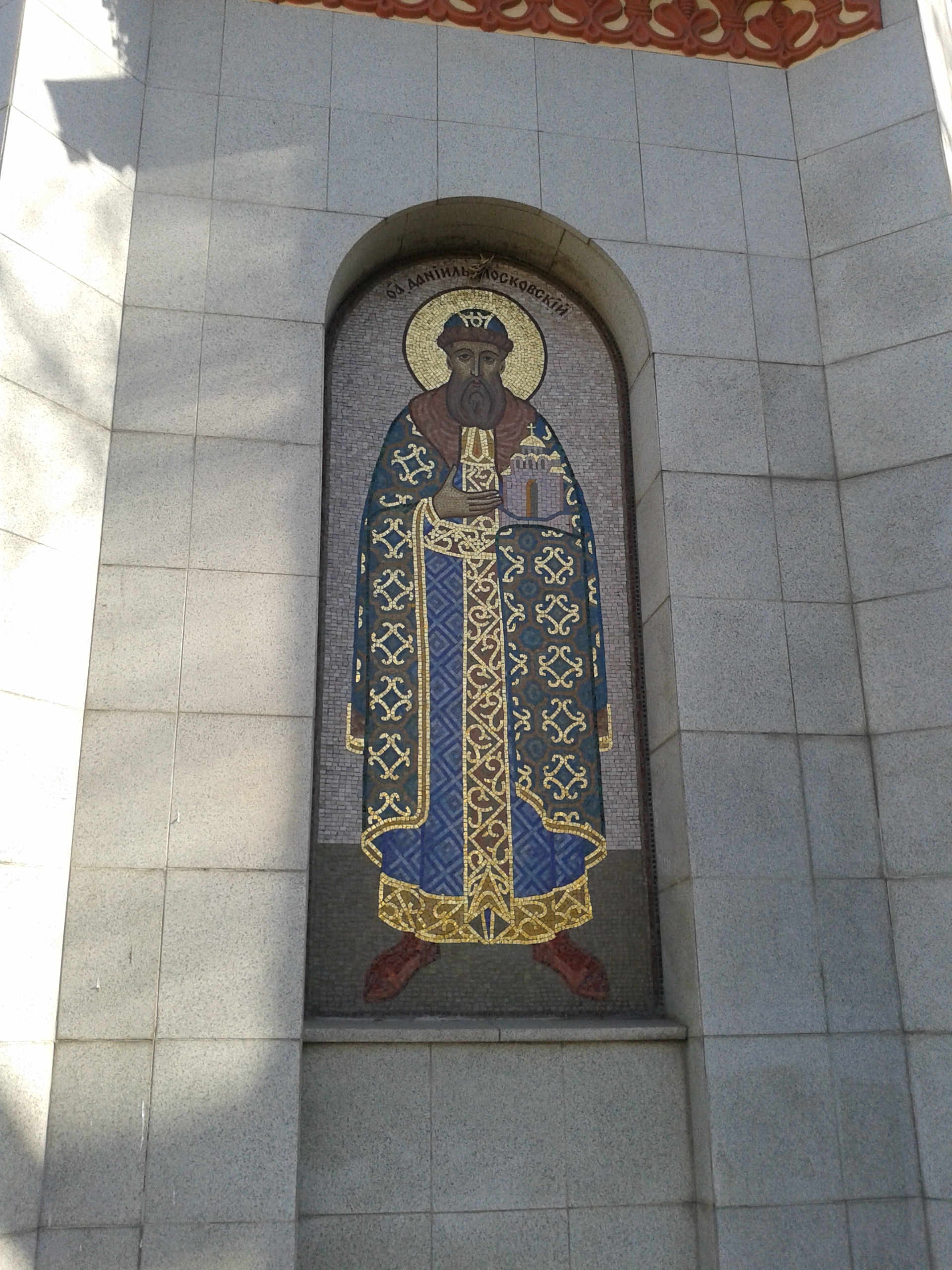
Mosaik på kapellets fasad föreställande prins Daniel av Moskva.
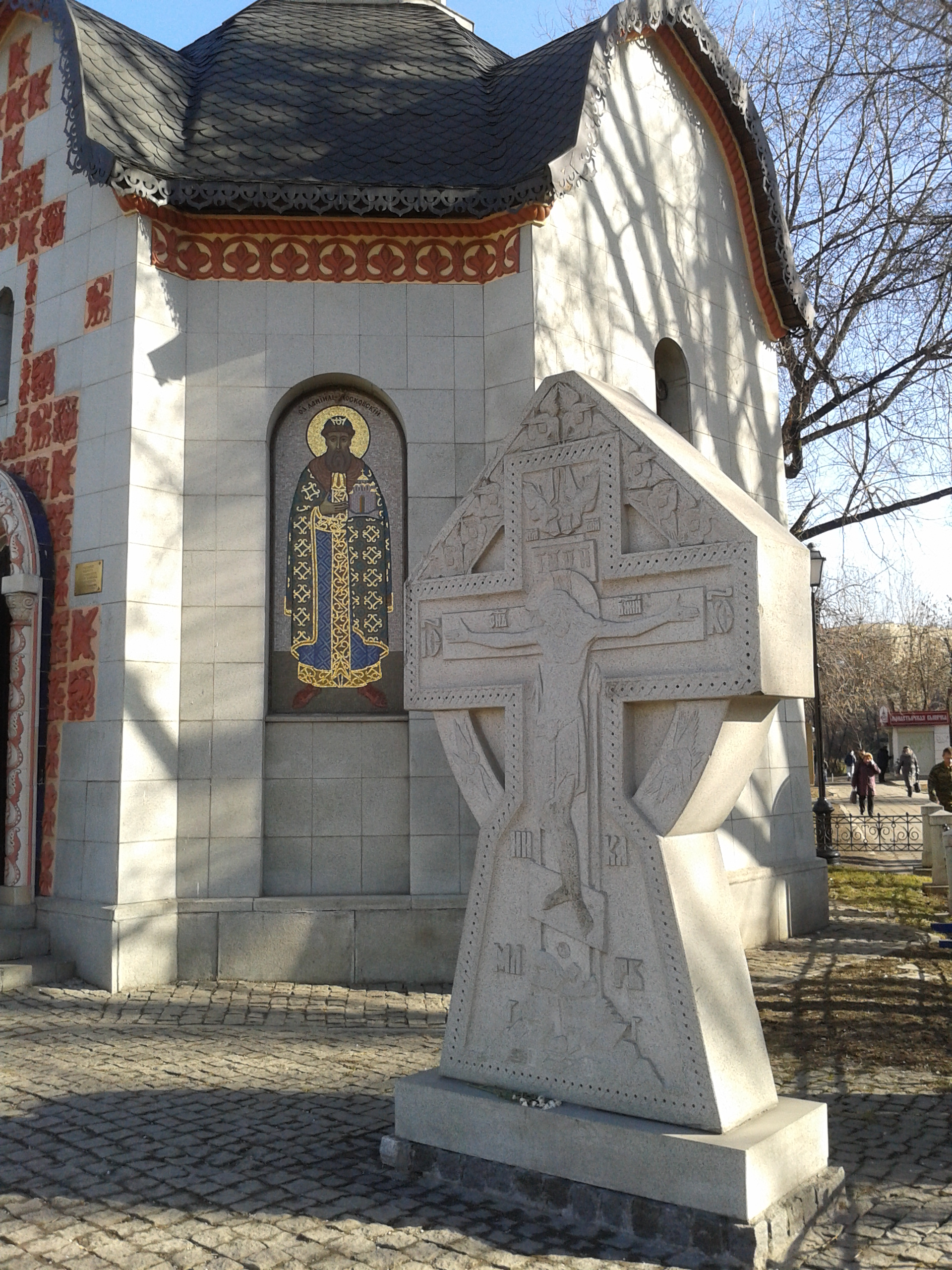
Krucifix.